# Dalbe
Dalbe är en ort i Lettland. Den ligger i den centrala delen av landet, 26 km sydväst om huvudstaden Riga. Dalbe ligger 6 meter över havet och antalet invånare är 110.
Terrängen runt Dalbe är mycket platt. Runt Dalbe är det glesbefolkat, med 12 invånare per kvadratkilometer. Närmaste större samhälle är Jelgava, 15,0 km sydväst om Dalbe. I omgivningarna runt Dalbe växer i huvudsak blandskog.